# Hacienda Guachalá
La Hacienda Guachalá es conocida como la hacienda más antigua de Ecuador, al igual que la más importante del país hasta mediados del siglo XX. Sus construcciones más antiguas datan de 1580 y en su apogeo llegó a tener más de 12000 hectáreas. Ha alojado personas ilustres, entre las que cabe destacar a miembros de la Misión geodésica francesa, Neptalí Bonifaz, primer presidente del Banco Central del Ecuador, y Cristóbal Bonifaz, miembro fundador de la Estación científica Charles Darwin en las Islas Galápagos. También fue casa presidencial durante el período de Gabriel García Moreno. Actualmente se encuentra convertida en hostería y sitio histórico abierto al público.

## Historia

### Durante la Encomienda
En 1535 Francisco Pizarro nombró a Pedro Martín como Encomendero de varias regiones, incluyendo Cayambe. A su cargo tenía recibir el cobro de tributos de manos de los Caciques de la región.
En aquella época, el Cacique era Gerónimo Puento (nieto de Nasacota Puento) y en Guachalá el cacique de los mitimaes era Joan Mitma, hijo de Diego Pallo, Cacique de Cuzco. En 1548 la encomienda pasa a manos del hijo de Pedro, Alonso Martín de Quesada. A Joan Mitma le sucede Francisco Cacuango Guachalá bajo las órdenes de Fabián Puento, con lo cual los mitimaes de Guachalá pasan a depender ahora de los Cayambis.
Al morir Alonso, su esposa hereda la Encomienda. Al parecer, ella contrae nupcias con Martín de Aizaga quien aparece como Encomendero de Cayambe en 1573 con 2.100 súbditos y 500 pesos de renta. En 1585, la Encomienda de Cayambe pasa a la Corona de España y el Cabildo de Quito entrega a Martín una merced de 100 caballerizas (1.100 há) en Guachalá. En esta época se construyó la primera iglesia.

### Compra de la hacienda y conversión en centro textil
Entre el final del siglo XVI y comienzos del siglo XVII, Alonso de Carvajal acuerda con los indígenas de Guachalá el pastoreo de sus ovejas en las tierras de la hacienda a cambio de dinero. Compra la merced de tierra de Mateo de Aguirre que pertenecía para aquel entonces a un señor Cevallos, el cual a su muerte en 1645 aparece con 214 caballerizas de tierra en Guachalá -equivalentes a 2350 ha-. Al morir hereda la hacienda su nieto, Francisco de Villacís, quien paga a la Corona 300 onzas de plata y recibe del Marqués de Mancera los títulos de propiedad de las estancias de Guachalá y Perugachi el 22 de noviembre de 1647. Con su sobrina y esposa María de Villacis y Loyola funda en Guachalá el Mayorazgo de Villacís. El  27 de octubre de 1660, erupciona el Volcán Pichincha produciendo desastres en todos los cultivos, quedando estos cubiertos bajo las cenizas.
Al morir Francisco de Villacis en 1679, María hereda la herencia y posteriormente contrae matrimonio con el Capitán Antonio de Ormaza y Ponce de León. En 1697, el presbítero Fernando Santos del Estoque vende Pambamarca al propietario de Guachalá, Antonio de Ormaza y Ponce de León, unificándose así las dos Haciendas bajo el nombre de Guachalá. Al año siguiente, se concede a Antonio de Ormaza y Ponce de León la licencia de obraje que le permitiría comenzar la producción de textiles que serían exportados principalmente a Lima, Santa fe de Bogotá y España.

### Visita de la Misión Geodésica Francesa
En 1736 la Misión geodésica francesa, presidida por La Condamine y acompañada por Jorge Juan y Antonio de Ulloa en representación de España llega a Ecuador. No se sabe con certeza si La Condamine se alojó en la hacienda, mas se conoce que parte de la Misión reconoció la llanura de Cayambe y se hospedó en Guachalá estableciendo el cerro Pambamarca como punto de referencia.
La Condamine relata que las estacas que colocaban para realizar las mediciones eran robadas por los nativos cada noche aun a riesgo de sus propias vidas, ya que creían que las usaban para delimitar los dominios de los españoles despojándolos de las pocas tierras que les quedaban, inducidos por las murmuraciones de latifundistas, mayordomos y caporales de los alrededores.
Debido a lo anterior, y sumado a la desigualdad del terreno en Guachalá la misión decidió continuar sus mediciones en la llanura de Yaruquí. Se cree que ubicaron la línea ecuatorial a 2 km de la Casa de Hacienda partiendo los terrenos de la Hacienda entre los dos hemisferios colocando una lápida que hoy día reposa en el Observatorio astronómico de Quito. Se desconoce el lugar preciso adonde ellos colocaron originalmente dicha lápida.
En 1743-44 Jorge Juan y Antonio de Ulloa, a su paso por Quito relata la visita de Joseph de Eslaba, detenido en el obraje de la hacienda porque los dueños no estaban dispuestos a cambiar un ápice su relación con los indígenas.
No sólo las jornadas de trabajo eran de doce o más horas, sino que también muchos de los que entraban jamás volvían a salir con vida.
El historiador Ramón Galo igualmente afirma:
"Era un territorio inexpugnable del Obraje, infranqueable hasta para los funcionarios de la Corona. La orden de ir a los obrajes causa más temor a los Indios que todos los castigos rigurosos que han inventado la impiedad contra ellos".

### Durante la República
En 1840 la Hacienda es comprada por Adolfo Klinger, un ciudadano de origen alemán que llegó al Ecuador con el ejército de Simón Bolívar bajo el rango de coronel.  Contrae matrimonio con Valentina Serrano, una huérfana cuya familia adoptiva procuraba esconder de la presencia de Adolfo ya que su interés estaba en casarlo con su hija. En 1844, Adolfo muere a palos en una revuelta provocada por sospechas infundadas de que él debía imponer en la región de Cayambe el pago de una contribución de 3 pesos y 4 reales a todo ciudadano con excepción de indígenas y esclavos impuesta por el general Flores a nivel nacional, con lo cual la hacienda es heredada por Valentina Serrano y sus hijas, entre ellas, Virginia Klinger.
En la guerra civil de 1860, ella decide esconder a Arcesio Escobar, un representante del gobierno colombiano en Quito que había sido mandado apresar por Gabriel García Moreno tras haberle reclamado airosamente que apoyara al general Julio Arboleda Pombo. Ecuador declara la guerra contra Arboleda en 1862. Para algunos de sus opositores, dicha decisión había sido influenciada porque García Moreno estaba enamorado de Virginia. En 1865, Valentina Serrano vende la Hacienda a Juan y Carlos Aguirre Montúfar, casados con sus hijas Virginia y Leonor Klinger. Ellos arriendan la hacienda a Gabriel García Moreno en 1868 quien usa la propiedad como una casa de descanso y siembra los primeros bosques de eucalipto con plantas provenientes de Australia. Siete años después, entregó el arriendo de la Hacienda que se encontraba en plena prosperidad, justo pocos meses antes de ser asesinado.
El 28 y 29 de marzo de 1880, el científico inglés Edward Whymper, descubrió en Guachalá 11 especies nuevas de insectos, de catorce que encontró, conforme a lo relatado en su libro de viaje. Nueve años después, los Aguirre Montúfar rematan la hacienda por 170.000 sucres a Vicente Tinajero para subsanar deudas. Se cuenta que Tinajero enterró 50000 libras esterlinas en algún lugar de la hacienda y tras morir de fiebre tifoidea en 1891, se llevó el secreto de su ubicación a la tumba. Al año siguiente, su hijo, Ramón Tinajero Portugal, vende la hacienda a Josefina Ascázubi Salinas de Bonifaz, hija del cuñado de García Moreno y también expresidente Manuel de Ascásubi y nieta del prócer Juan de Salinas y Zenitagoya.
Josefina Ascásubi había sido desheredada por contraer matrimonio con el diplomático peruano Neptalí Bonifaz Febres, pero recupera su parte de la herencia gracias a que Carmen Salinas, su madre, resolvió devolvérsela comprando Guachalá a los Tinajero.  El abogado de la transacción fue el Dr. Luis Felipe Borja Pérez. En dicha transacción es prácticamente liquidado el obraje y a sus trabajadores se les entrega huasipungos.
En 1895, la administración de la hacienda pasa a manos de Emilio Bonifaz Febres, cuñado de Josefina, quien tras experimentar con múltiples variedades de pastos, publica un libro sobre el cultivo de pastos en Ecuador.
En 1922 Josefina arrienda la hacienda a Juan Manuel Lasso, quien, tras cerrar la iglesia, pretende comenzar una revolución socialista en Ecuador desde Guachalá conformando un ejército revolucionario compuesto por indígenas y peones de la hacienda. A la llegada del ejército nacional emprendieron la huida y obligan a Lasso a exiliarse. Dos años después, tras morir Josefina Ascázubi, heredan la hacienda su hijo Neptalí Bonifaz Ascásubi y Manuel Bonifaz Panizo, su nieto. En 1927, Neptalí llegaría a ser presidente del Banco Central del Ecuador, cuya creación propició junto a Luis Napoleón Dillón.
En las elecciones del 20 y 21 de octubre de 1931, Neptalí Bonifaz Ascázubi llega a ser Presidente del Ecuador, pero antes de posesionarse, el 20 de agosto de 1932, es descalificado por el Congreso de la República quien lo declara no apto para ejercer la Presidencia de la República por 46 votos contra 38, acusado de haber nacido en Perú. El 27 de septiembre, Neptalí Bonifaz se desplaza a Quito, y, tras sublevarse obteniendo el respaldo de 4 batallones, es derrotado por el Ejército Nacional en la Guerra de los Cuatro Días en la que murieron más de 2000 personas.
Fuera de la vida política, Neptalí dedicó el resto de sus días a administrar Guachalá introduciendo técnicas modernas aprendidas en Europa. En 1938 concluyó la construcción de una nueva iglesia en Guachalá y restauró el culto que había sido prohibido a los indígenas por Juan Manuel Lasso. Aun así, en 1939, nuevamente es nombrado Presidente del Banco Central del Ecuador, a modo de desagravio, por el incidente de 1931 y tras haberse comprobado que era proveniente de Quito.
En 1947, la hacienda se divide entre los hijos de Neptalí Bonifaz: María Bonifaz Jijón, Luis de Ascásubi, Cristóbal Bonifaz Jijón y Emilio Bonifaz Jijón. Luis desarrolla la primera ganadería del lidia de Ecuador, aparte de la de leche, la cual desarrollaría en conjunto con sus hermanos Cristóbal y Emilio. Al año siguiente, los trabajadores de Pambamarca debido a descontentos con el mayordomo se toman la hacienda, siendo sofocados por la policía enviada por el presidente Carlos Julio Arosemena Tola. En 1953 vuelve a haber una rebelión por parte de los trabajadores de Pitaná que llevaban sin recibir recibido un año de paga. En un intento fallido de tomarse la Casa de Hacienda, son reprimidos brutalmente por el ejército en un enfrentamiento que deja 4 muertos y varios heridos.
De 1954 a 1968 Casa Vieja, la heredad de María Bonifaz fue utilizada como escuela. En 1963 los propietarios de la hacienda son condecorados por el gobierno tras adelantarse a la expedición de la Ley de Reforma Agraria de 1963 que contemplaba la entrega de los huasipungos a los huasipungueros. En 1970 otra reforma agraria impulsada por el gobierno que limitaba la extensión de la propiedad induce a los propietarios de la hacienda a deshacerse de gran parte de sus tierras entregándola a sus trabajadores, vendiendo lotes y donándola a su descendencia. El 5 de marzo de 1987, un devastador terremoto  destruyó gran parte de las viviendas de los indígenas del sector de Guachalá y causó daños a la Casa Vieja de la Hacienda.
Tras la muerte de María Bonifaz, su hermano Cristóbal unifica la Casa Vieja para dividirla inmediatamente entre 4 de sus hijos. Uno de ellos, Diego Bonifaz, la termina de comprar a sus hermanos transformándola en Hostería en 1993.

## División actual
Actualmente, la hacienda comprende:

### La Capilla Antigua.
Fue construida en 1580 sobre un antiguo templo inca durante el período de los encomenderos Alonso Martí y Martín Aizaga. Es la construcción más antigua de la hacienda. En una de sus paredes se encuentra un mural deteriorado que data del año 1757 con una representación del cielo y el infierno. Con la creación de la Parroquia de Cangahua en 1779, las funciones que venía cumpliendo la iglesia de Guachalá son trasladadas.
Cerrada en 1922 el coronel Juan Manuel Lasso Ascásubi, fundador del Partido Socialista Ecuatoriano, cierra la iglesia. Luego Neptalí Bonifaz se ve obligado a construir una nueva iglesia ya que, en palabras de la iglesia católica, la Capilla Antigua había sido profanada por Lasso.

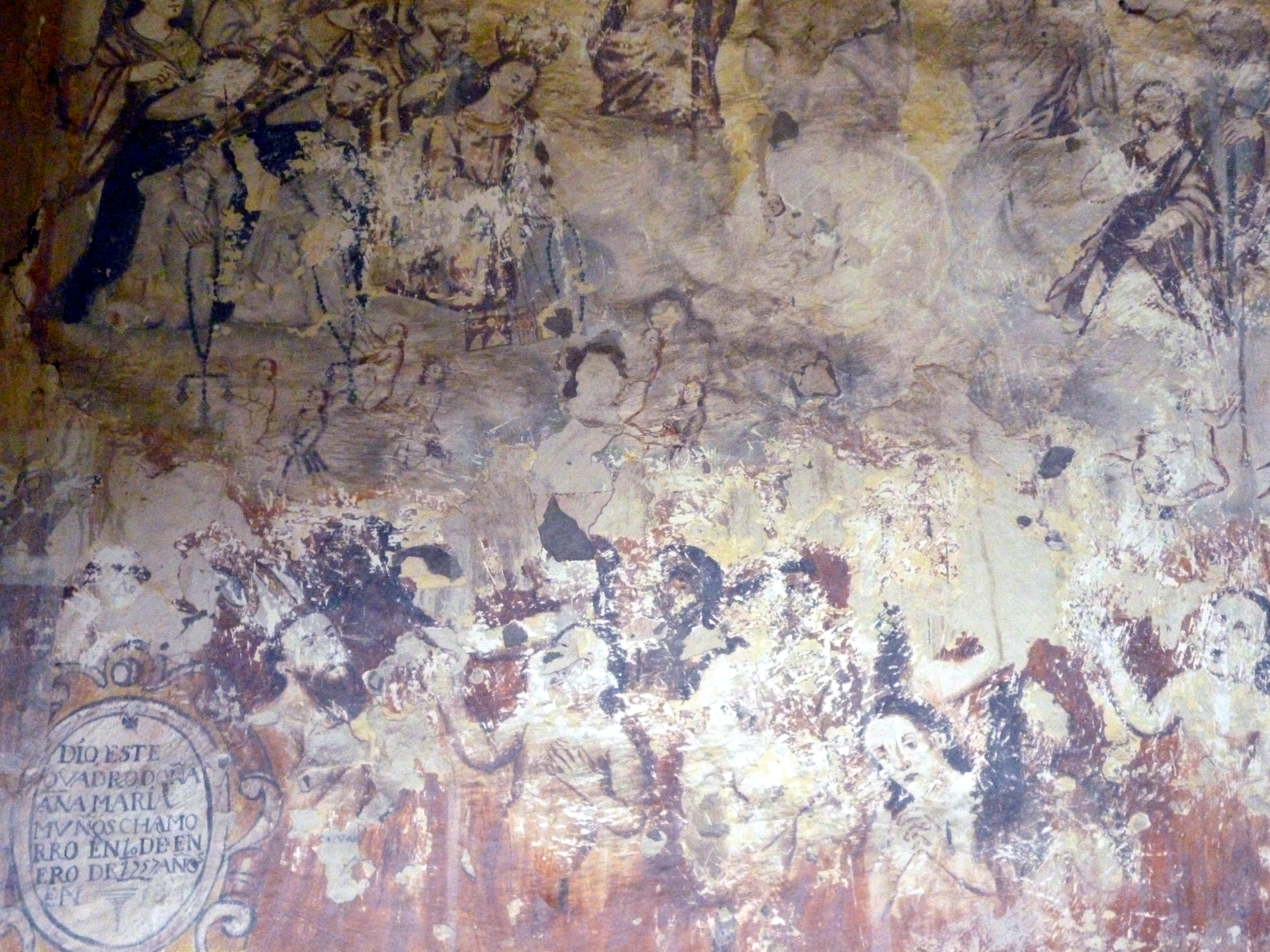
Mural de la capilla Antigua. En la esquina inferior izquierda puede apreciarse la inscripción "Dio este cuadro Doña Ana María Muñoz Chamorro el 1.º enero 1757.

### Solar
En el centro, encima de la pila se encuentra un Huaca Siqui, un símbolo sagrado de la cultura Kayambi que sobrevivió a la destrucción durante el período de la conquista, y fue dado como un regalo a Diego Bonifaz proveniente de la comunidad de Oyacachi en 1987

### Iglesia Nueva
Fue construida entre 1935 y 1938 por Neptalí Bonifaz para restaurar el culto que había sido prohibido a los indígenas por Juan Manuel Lasso. En el año 2010 fueron encontrados 5 fetos humanos en la bóveda de la iglesia, en momentos que los obreros se disponían a realizar reparaciones en ella. Se desconoce aún el origen de los mismos.

### Escuela Quitsato
Dirigida por los propietarios de la hacienda, es la única escuela preescolar de la región que aplica el Método Montessori como sistema de enseñanza.